# 허리띠

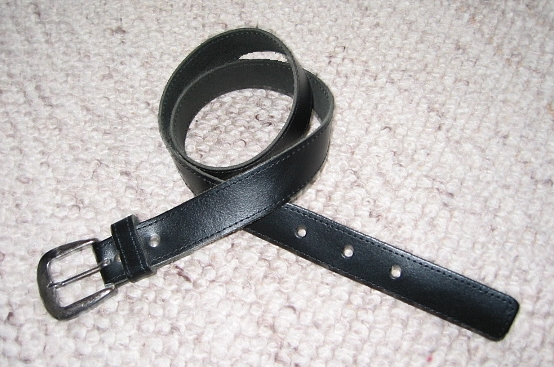
검은색 가죽 허리띠의 모습.

허리띠 또는 벨트(영어: belt)는 허리에 매는 띠로, 허리 둘레에 맞춰서 맨다.
벨트는 일반적으로 가죽, 플라스틱 또는 두꺼운 천으로 만든 유연한 밴드 또는 끈으로, 허리 주위나 그 근처(엉덩이까지 내려감)에 착용한다. 버클은 한쪽 끝을 다른 쪽 끝에서 또는 그 근처에서 벨트의 다른 부분에 고정함으로써 벨트를 루프로 형성한다. 이 루프는 엉덩이보다 작은 경우도 있다. 벨트는 허리 사이즈가 다양하기 때문에 길이가 다양하며 대부분의 벨트는 착용자의 허리에 맞게 버클로 조절할 수 있다.

## 설명
벨트는 바지, 반바지, 스커트와 같은 의류를 고정하거나 고정하는 데 다양하게 사용된다. 도구, 무기 등 물건을 운반하는 데도 사용한다.
일부 의류에는 허리 부분에 벨트를 끼울 수 있는 일련의 벨트 고리가 있다. 또한 많은 벨트에는 버클 근처 한쪽 끝에 "키퍼 루프"가 부착되어 있다. 키퍼 루프는 벨트가 버클로 묶인 후 벨트의 자유 끝이 펄럭이는 것을 방지한다. 일부 벨트에는 손상으로부터 보호하기 위해 벨트의 자유로운 끝 부분을 덮는 끝 부분(금속 또는 가죽으로 제작)이 있다.
드레스, 가운, 가운의 벨트는 의복을 지탱하는 것이 아니라 허리를 잡아주어 의복을 정의하거나 강조할 수 있다. 이러한 의복은 어깨에 걸치거나 몸통과의 마찰을 통해 몸의 위치를 유지하기 때문에 벨트가 필요하지 않다. 이러한 의류와 함께 착용되는 벨트의 폭은 벨트 고리의 크기에 의해 제한될 필요가 없다. 허리 신처라고 불리는 일부 넓은 벨트는 모양과 기능이 코르셋과 겹친다.
옷을 지탱하는 벨트는 마찰로 작동하며 엉덩이 위 몸통의 좁은 둘레(및 압축성)를 활용하는 경우가 많다. 바지와 같은 옷을 지탱하는 데에도 사용되는 멜빵은 마찰, 압축 및 허리-엉덩이 비율에 의존하지 않고 착용자의 어깨와 의복 허리 사이의 거리를 유지하는 데 의존한다. 벨트의 마찰과 압축이 필요 없는 서스펜션(매달기), 턱받이 작업복에도 동일한 원리가 적용된다. 가터 벨트(서스펜더 벨트라고도 함)는 두 가지 방법을 모두 사용한다. / 또는 허리 근처 및 / 또는 엉덩이보다 작아서 압축하고 서스펜션으로 다리에서 스타킹 위치를 유지한다. 양말 가터는 서스펜더 벨트와 같은 방식으로 작동하지만 한쪽 다리에만 해당된다. 가터의 위쪽 밴드는 허리가 아닌 허벅지나 종아리 주위에 착용된다. 양말을 고정하기 위해 한쪽 다리에 착용하는 일반 가터는 마찰과 압축을 사용하여 벨트처럼 작동한다.

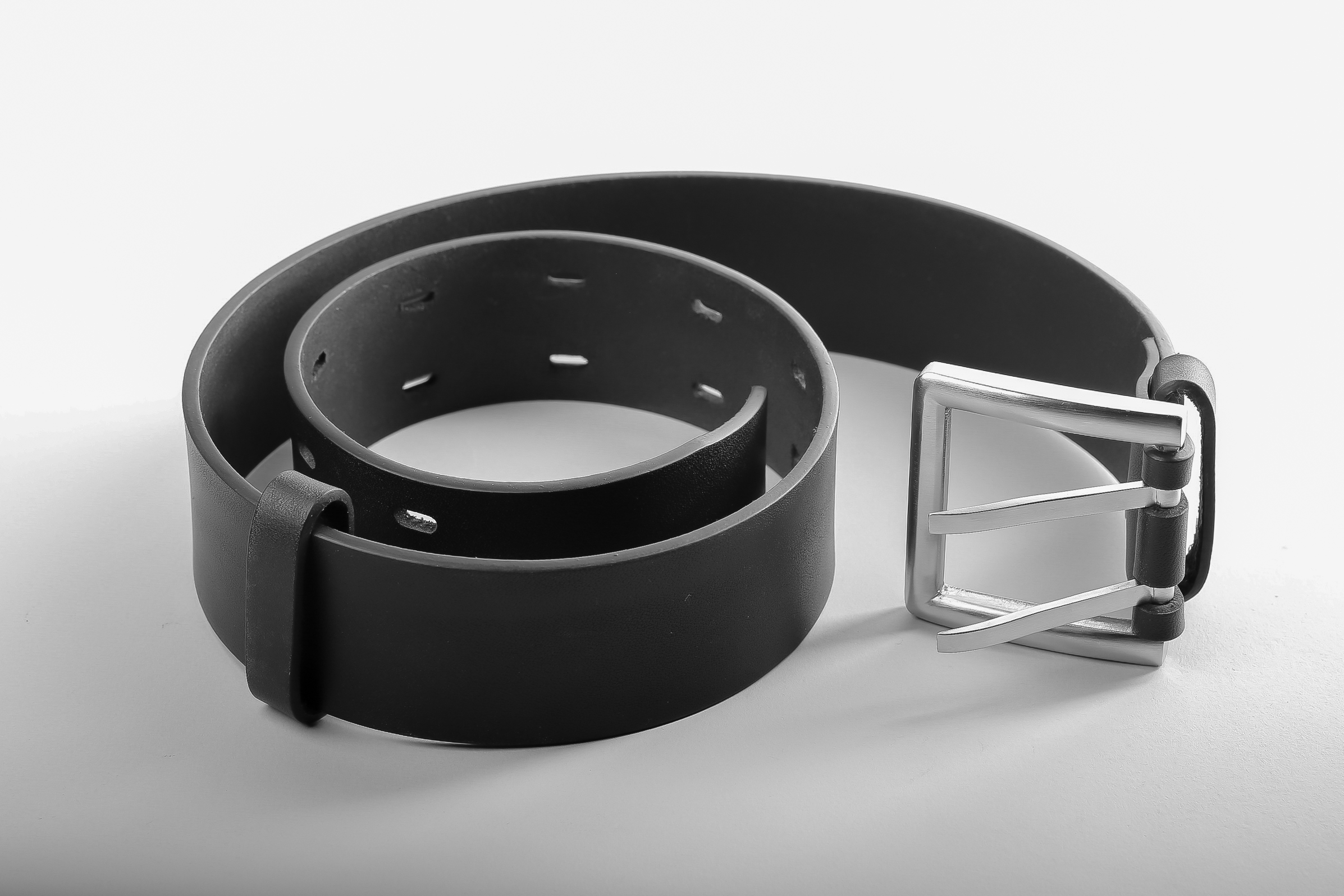

벨트는 다양한 색상, 스타일 및 마감 처리를 통해 패션 액세서리로 사용되는 경우가 많다. 헤비메탈 하위문화에서는 총알 벨트와 초호화 벨트를 착용한다. 흔히 금속으로 제작되는 벨트 버클은 단순한 단색 마감부터 엠보싱 또는 옅은 이미지 또는 다양한 색상의 로고가 있는 정교하게 장식된 벨트 플레이트까지 다양하다. 동전 지갑, 홀스터, 칼집, 인로스 등 물건을 담는 파우치를 벨트에 부착해 옷의 주머니 대신 사용할 수 있다. 보편적인 기능에도 불구하고 많은 벨트가 성별에 따라 판매된다.

## 역사
벨트는 청동기 시대부터 남성 의류로 기록되었다. 남녀 모두 패션 트렌드에 따라 사용하지 않고 사용했다. 서구 세계에서는 중세 초기, 17세기 후반 맨투아(Mantua) 및 1901년에서 1910년 사이의 스커트/블라우스 조합을 제외하고 벨트가 남성에게 더 일반적이었다. 아르누보 벨트 버클은 이제 수집가의 품목이다. 19세기 후반부터 1차 세계대전까지 벨트는 특히 장교들 사이에서 군복의 장식적이자 실용적인 부분으로 사용되었다. 프로이센, 차르 러시아 및 기타 동유럽 국가의 군대에서는 장교가 배를 매우 꽉 누르고 내장을 뽑아내는 것이 일반적이었고, 허리 주위와 군복 외부에 넓은 벨트를 착용했다. (세이버와 미학적 이유로) 이 단단히 조여진 벨트는 허리를 잡아주고 착용자에게 깔끔한 체격을 제공하며 넓은 어깨와 삐죽 나온 가슴을 강조하는 역할을 했다. 종종 벨트는 군복 아래에 입는 코르셋으로 인해 허리를 작게 강조하는 용도로만 사용되었는데, 이는 특히 크림 전쟁 동안 흔히 볼 수 있었고 서부 전선의 군인들에 의해 자주 언급되었다. 당시의 정치 만화가들은 코미디 효과를 위해 군인들의 허리를 꽉 조이는 모습을 자주 묘사했고, 일부 만화에서는 장교들이 하급자들에게 코르셋을 받는 모습을 보여주었는데, 이는 확실히 불편했지만 필요하고 인상적인 것으로 간주되었다.
현대에는 1920년대부터 바지 허리선이 아래로 내려오면서 남성들이 벨트를 착용하기 시작했다. 1920년대 이전에는 벨트가 주로 장식용으로 사용되었으며 군대와 관련이 있었다. 게다가 이전에는 바지에 벨트 고리도 없었다. 운동복으로서 벨트 고리가 달린 바지는 19세기에 이미 존재했다. 오늘날 남성들은 바지에 벨트를 착용하는 것이 일반적이다. 미군에서는 복장 행사나 점검 시에 벨트를 꼭 맞게 착용하여 건강과 규율에 대한 인상을 전달한다. 1989년부터 정상 근무 및 비업무 활동 중 벨트 조임에 관한 미국 군사 표준은 장기간의 과도한 복부 수축으로 인한 해로운 영향을 방지하기 위해 다소 완화되었다.
일부 국가에서는 아버지의 벨트가 체벌과 연관될 수 있다. 벨트는 가죽과 같이 튼튼하면서도 가벼운 소재로 제작되기 때문에 쉽게 휘두르면 버릇없는 아이의 엉덩이를 때리는 채찍처럼 사용하면 극심한 통증을 유발할 수 있다. 더욱이 벨트는 일반적으로 즉시 사용할 수 있기 때문에 편리한 징계 도구였다. 허리띠는 자녀의 행동과 도덕적 발달에 대한 아버지의 권위와 아버지의 책임을 상징할 수 있지만, 현대 사회에서는 과거처럼 체벌을 사용하는 것이 권장되지 않는다.
1980년대 이후 그리고 더 일반적으로 1990년대 중반에는 바지 또는 (일반적으로 긴) 반바지의 허리밴드(보통 신치 벨트로 고정)를 엉덩이나 그 아래에 착용하는 바지 처짐 관행이 발생했다. 이로 인해 상체 의류로 가려지지 않은 속옷의 윗부분이 노출되는 현상은 젊은 남성과 소년들, 특히 흑인과 힙합 문화 및 패션에 동질적인 사람들 사이에서 나타났다. 이러한 관행은 감옥 갱단과 감옥 내 벨트의 금지(무기 및 자살 도구로 사용됨)에서 유래한 것으로 믿어진다. 역사적으로 20세기 후반 갱단에 소속된 청년과 남자아이들은 벨트를 단단히 묶어 착용해야 했다.

## 소재
가죽은 구부리고, 접고, 조여도 손상되지 않고 견딜 수 있기 때문에 가장 인기 있는 벨트 소재이다. 정품 가죽 벨트도 시간이 지남에 따라 착용자에게 적응된다. 벨트는 또한 편조 가죽, 도구형 가죽, 스웨이드, 가죽 뒷면 리본, 캔버스, 웨빙, 로프 및 비닐을 포함한 다양한 다른 재료를 사용하여 만들어진다.

## 같이 보기
- 완장
- 탄띠
- 검은띠 (무술)
- 챔피언 벨트
- 커머번드
- 오비 (기모노)
- 현장 (표장)
- 요대